# 富川ヤオ族自治県
富川ヤオ族自治県（ふせん-ヤオぞく-じちけん）は中華人民共和国広西チワン族自治区賀州市に位置する自治県。

## 行政区画
- 鎮:富陽鎮、白沙鎮、蓮山鎮、古城鎮、福利鎮、麦嶺鎮、葛坡鎮、城北鎮、朝東鎮
- 郷:新華郷、石家郷、柳家郷